# Organisation juridictionnelle au Luxembourg
Pour les articles homonymes, voir Organisation juridictionnelle.
L’organisation juridictionnelle nationale luxembourgeoise est l'organisation des tribunaux nationaux luxembourgeois.
Les cours et tribunaux exercent le pouvoir judiciaire. La Constitution garantit l’indépendance des cours et tribunaux dans l'exercice de leurs fonctions, en limitant leur sphère d'activité, en déterminant leur compétence et en prévoyant une série de garanties de procédure.
Il y a au Luxembourg une Cour constitutionnelle, ainsi que deux ordres de juridictions :
- un ordre judiciaire connaissant les litiges civils, la matière pénale et les contestations relatives aux droits politiques ;
- un ordre administratif, tranchant les litiges avec l’administration.

Il existe aussi un « ordre social », tranchant les litiges liés à la sécurité sociale notamment.

## Cour constitutionnelle
La Cour constitutionnelle qui siège à Luxembourg est composée de neuf membres. Elle statue sur la conformité des lois à la Constitution, à l'exception de celles qui portent approbation des traités.
Lorsqu'une partie soulève une question relative à la conformité d'une loi à la Constitution devant une juridiction de l'ordre judiciaire ou de l'ordre administratif, elle est tenue de saisir la Cour constitutionnelle, sauf si elle estime qu'une décision sur la question soulevée n'est pas nécessaire pour rendre son jugement, ou que la question de constitutionnalité est dénuée de tout fondement, ou bien que la Cour constitutionnelle a déjà statué sur une question ayant le même objet.
Aucun recours n'est possible contre une décision de la Cour constitutionnelle.

## Juridictions de l’ordre judiciaire

### Les justices de paix
Il s'agit du premier échelon de la hiérarchie judiciaire. Les trois justices de paix du pays siègent à Luxembourg, Esch-sur-Alzette et Diekirch. Elles sont compétentes pour les affaires de moindre importance, tant en matière civile que commerciale.
En matière civile et commerciale, elles jouent, principalement, le rôle de conciliateurs. Elles cherchent avant tout à trouver une solution à l'amiable pour les conflits qui sont portés devant elles.
En matière répressive, les justices de paix fonctionnent comme tribunaux de police.
Les tribunaux du travail siégeant auprès des justices de paix sont compétents pour les contestations relatives aux contrats de travail et aux contrats d'apprentissage.

### Les tribunaux d’arrondissement
Le pays est divisé en deux arrondissements judiciaires, celui de Luxembourg et celui de Diekirch, à chacun des deux correspond un tribunal d'arrondissement.
Ces tribunaux siègent en matière civile et commerciale dans toutes les affaires que la loi n'a pas expressément attribuées à une autre juridiction.
En matière pénale, les tribunaux d'arrondissement, sont organisés sous forme de chambre correctionnelle ou chambre criminelle. L’attribution d’une affaire à l’une ou l’autre chambre dépend de la gravité de l’infraction pénale.
Enfin, la section dénommée Tribunal de la jeunesse et des tutelles est compétente pour juger des affaires sur la protection de la jeunesse, telles qu'elles sont déterminées par la législation.

### La Cour supérieure de justice
Elle siège à Luxembourg-Ville et comprend :
- une Cour de cassation ;
- une Cour d'appel ;
- un Parquet général.

La Cour supérieure de justice se réunit en assemblée générale pour juger des affaires internes qui la concernent, notamment des conflits d'attribution et des actions disciplinaires contre les magistrats.
L'assemblée générale de la Cour supérieure de justice connaît en outre des accusations admises par la Chambre des députés contre les membres du gouvernement.

#### La Cour de cassation
La Cour de cassation est compétente pour connaître des arrêts rendus par la Cour d'appel ainsi que des jugements rendus en dernier ressort par les tribunaux d'arrondissement et par les juges de paix.
Le pourvoi en cassation ne constitue pas une troisième voie de recours. La Cour de cassation ne rejuge pas une affaire mais a pour mission de contrôler l’exacte application du droit par les cours et tribunaux, pour garantir ainsi une interprétation uniforme du droit sur le territoire national.

#### La Cour d'appel
La Cour d'appel connaît des décisions rendues en premier ressort par les tribunaux d'arrondissement. Elle connaît des affaires civiles, commerciales, criminelles et correctionnelles, ainsi que des affaires jugées par les tribunaux du travail.

#### Le Parquet général
Les avocats généraux qui forment le parquet (ministère public) sont dirigés par le procureur général d'État auprès des cours et tribunaux et exercent leurs fonctions sous l'autorité du ministre de la Justice.
Les magistrats du ministère public sont chargés de représenter la société auprès des cours et tribunaux et ont pour mission principale de rechercher les crimes, délits et contraventions, de requérir l'application de la loi et de veiller à l'exécution des jugements.
Le parquet reçoit, notamment de la part des victimes d'infractions ou par les services de police, les plaintes et dénonciations. Il décide souverainement, sur base du principe de l'opportunité des poursuites, des suites à y donner, c'est-à-dire s'il y a lieu d'engager des poursuites pénales ou non. À cette fin, il dirige l'activité des officiers et agents de police judiciaire dans le ressort de son tribunal.
Les magistrats du ministère public sont aidés dans leur tâche par les agents de police judiciaire, qui constatent les infractions à la loi pénale, en recherchent les auteurs et en rassemblent les preuves.
Le procureur général d'État et les avocats généraux forment le Parquet général auprès de la Cour supérieure de justice. Les deux procureurs d'État et leurs substituts forment les parquets auprès des tribunaux d'arrondissement.

## Juridictions de l’ordre administratif

### Le Tribunal administratif
Le Tribunal administratif, siégeant à Luxembourg, statue sur les recours dirigés contre toutes les décisions administratives à l'égard desquelles aucun autre recours n'est admissible d'après les lois et règlements et contre les actes administratifs à caractère réglementaire, quelle que soit l'autorité dont ils émanent. Il connaît aussi en principe des contestations relatives aux impôts directs et aux impôts et taxes communaux.
Contre les décisions du Tribunal administratif, un appel peut être interjeté devant la Cour administrative.

### La Cour administrative
La Cour administrative constitue la juridiction suprême de l'ordre administratif.
Sauf disposition contraire de la loi, un appel peut être interjeté devant la Cour administrative, siégeant à Luxembourg, contre les décisions rendues par le Tribunal administratif statuant comme juge d'annulation, contre les décisions rendues en matière d'actes administratifs à caractère réglementaire. La Cour administrative statue en appel et comme juge de fond sur les recours dirigés contre les décisions d'autres juridictions administratives ayant statué sur des recours en réformation dont les lois spéciales attribuent compétence à ces juridictions.
L'État se fait représenter devant la Cour administrative par un délégué ou par un avocat.

## Juridictions internationales
Deux juridictions internationales ont leur siège au Luxembourg : la cour de justice Benelux et la Cour de justice de l'Union européenne (CJUE).